# Комедианты (роман)
«Комедиа́нты» (англ. The Comedians; 1966) — роман английского писателя Грэма Грина. Действие происходит в Гаити во времена правления диктатора Франсуа Дювалье.

## Сюжет
Авантюрист Браун получает в наследство отель «Трианон» в Гаити. Дела идут хорошо до тех пор, пока к власти в стране не приходит жестокий диктатор Франсуа Дювалье по прозвищу Папа-Док, который с помощью тонтон-макутов проводит политику террора. Браун хочет продать отель и для этого едет в Нью-Йорк. Продать отель не удаётся, и Браун возвращается обратно. На пароходе он знакомится с супружеской четой Смитов — политиками-идеалистами, которые хотят открыть в столице Гаити вегетарианский центр, и с загадочным Джонсом, выдающим себя за профессионального военного.

## Персонажи
- Браун — авантюрист, родившийся в Монте-Карло в 1906 году и воспитывавшийся в колледже иезуитов. Он не знал своего отца и редко видел мать. Работал официантом, редактором пропагандистских антифашистских листовок во время войны, торговал поддельными картинами, позднее унаследовал отель «Трианон».
- Мистер Смит — политик-идеалист, борец за права человека, бывший кандидат в президенты США от третьей партии.
- Миссис Смит — жена Смита и его единомышленник.
- «Майор» Джонс — якобы ветеран-наёмник; в финале оказывается, что он никогда не воевал. Примкнул к повстанцам, убит в бою.
- Луис Пинеда — посол одной из южноамериканских стран.
- Марта Пинеда — любовница Брауна, жена Луиса Пинеды.
- Капитан Конкассёр — тонтон-макут. Убит повстанцами.
- Доктор Мажио — врач, коммунист. Убит тонтон-макутами.
- Доктор Филипо — министр социального благоденствия. Покончил с собой, чтобы избежать ареста.
- Анри Филипо — племянник доктора Филипо, поэт, повстанец.
- Жозеф — сотрудник отеля «Трианон», позднее — повстанец. Убит в бою.

## История создания и публикации
Об обстоятельствах создания романа «Комедианты» Грэм Грин рассказал в автобиографической книге «Пути спасения». Грин бывал на Гаити несколько раз, как до прихода к власти Дювалье, так и после. Реальный отель «Олоффсон» стал в книге «Трианоном». Многие персонажи имеют реальных прототипов: мистер и миссис Смит списаны с художника-американца и его жены, доктор Мажио — с бывшего министра здравоохранения.
Роман был впервые опубликован в 1966 году. Он вызвал негативную реакцию в Гаити. Сам Дювалье сказал: «Книга написана плохо. Как произведение писателя и журналиста, она не имеет никакой ценности». Через несколько лет на Гаити была выпущена брошюра «Окончательное разоблачение — Грэм Грин demasqué», где Грина называли «лжец, cretin, стукач… психопат, садист, извращенец… законченный невежда… лгун, каких мало… позор благородной и гордой Англии… шпион… наркоман… мучитель».

## Экранизация
- 1967 — фильм «Комедианты» (США), в ролях: Ричард Бартон (Браун), Элизабет Тейлор (Марта) и Алек Гиннесс (майор Джонс).

## Аудио
1990 — радиоспектакль «Комедианты» режиссёра Эмиля Верника. В главных ролях: Олег Борисов (Браун), Анатолий Адоскин (Смит), Олег Табаков (майор Джонс), Армен Джигарханян (доктор Мажио).